# M142 HIMARS
Hệ thống Pháo phản lực Cơ động cao M142 (HIMARS) là một hệ thống pháo phản lực hạng nhẹ được phát triển từ những năm 1990 dành cho Lục quân Hoa Kỳ, được dựa trên khung gầm của xe tải M1140.
Hệ thống M142 mang một bệ phóng gồm 6 tên lửa M30/31 GMLRS, hoặc 2 tên lửa đạn đạo PrSM, hoăc một tên lửa đạn đạo ATACMS. Nó cũng có thể sử dụng chung các loại đạn và bệ phóng của hệ thống M270; tuy nhiên, nó chỉ có thể mang một bệ phóng thay vì hai như của M270. 
Loại đạn thường được dùng là loại M30/31 GMLRS, đây là đạn tên lửa có điều khiển GPS nên đạt độ chính xác cao (độ lệch chỉ 10 mét với tầm bắn 80-90 km), bù lại thì giá thành của đạn lên tới 168.000 USD/quả (thời giá 2023), đắt gấp vài chục lần so với rốc-két thông thường. Mỗi loạt phóng 6 quả cũng sẽ tiêu tốn tới 1 triệu USD, ngang giá với một quả tên lửa hành trình. Vì vậy, M142 chỉ dùng cho các nhiệm vụ tấn công chính xác vào số ít các mục tiêu giá trị lớn như sở chỉ huy và kho đạn, không dùng để pháo kích hàng loạt mục tiêu giá rẻ trên diện rộng (bộ binh, hầm hào, lô cốt) như loại BM-21, BM-27 của Nga. Ngoài ra, nếu đối phương có khả năng gây nhiễu tín hiệu GPS thì độ chính xác của đạn M30/31 sẽ sụt giảm đáng kể, khiến nhiệm vụ tấn công chính xác cũng không còn thực hiện được nữa.
Hệ thống có thể được chuyên chở bởi máy bay Lockheed C-130 Hercules. Khung gầm của hệ thống ban đầu được sản xuất bởi BAE Systems Mobility & Protection Systems (trước đây là Armor Holdings Aerospace and Defense Group Tactical Vehicle Systems Division), cũng là nhà sản xuất phụ tùng gốc của Xe vận tải chiến thuật hạng trung (FMTV). Năm 2010, dây chuyền sản xuất khung gầm của hệ thống được chuyển sang cho Oshkosh Corporation. Nhưng vào năm 2017, Lockheed Martin Missiles and Fire Control đã dành quyền sản xuất cả xe phóng và tên lửa tại Camden, Arkansas.

## Phát triển
M142 là hệ thống sử dụng khung gầm bánh lốp phát triển từ hệ thống Pháo phản lực đa nòng M270 (MLRS). Nó sử dụng một bệ xoay, tuơng tự như loại trên M270, cung cấp hỏa lực tuơng đuơng 50% của hệ thống MLRS. Cửa sổ của xe phóng được làm bằng kính và tráng một lớp Saphir.
M142 là một xe phóng thường được sử dụng cho cả hệ thống pháo phản lực và SLAMRAAM, phiên bản đất đối không phát triển từ tên lửa AIM-120 AMRAAM.
Tháng 10 năm 2017, Thủy quân lục chiến Hoa Kỳ đã thực hiện phóng tên lửa bằng hệ thống M142 từ tàu đổ bộ USS Anchorage, trình diễn khả năng tấn công chính xác từ cự li xa các tổ hợp phòng thủ bờ biển khi đang được vận chuyển bằng tàu. Phần mềm xác định mục tiêu của HIMARS đã được tái lập trình để có thể hoạt động hiệu quả hơn ở môi trường bất ổn định như ở trên tàu.

### Singapore
Năm 2007, Lục quân Singapore đã đặt mua các hệ thống M142, bao gồm 24 xe phóng M142, 9 xe tải FMTV và các bệ tên lửa XM31 HE GMLRS, cùng các gói thiết bị hỗ trợ và liên lạc. Đơn đặt hàng này đã gây chú ý vì không bao gồm các rocket không dẫn đường M-26. Cuối năm 2009, Singapore đã nhận đơn vị phóng M142 đầu tiên và đã có đầy đủ khả năng vận hành hệ thống. Tiểu đoàn 23, Pháo binh Singapore đã biên chế xe phóng M142 vào ngày 5 tháng 9 năm 2011, và đây cũng là hệ thống M142 đầu tiên có khả năng dẫn đường hoàn toàn bằng GPS.

## Lịch sử hoạt động
Ngày 14 tháng 2 năm 2010, ISAF đã đưa ra thông báo rằng 2 rocket phóng từ hệ thống M142 đã rơi cách mục tiêu 300 m, giết chết 12 dân thường trong Chiến dịch Mushtarak. ISAF đã cấm sử dụng các hệ thống M142 cho đến khi một cuộc điều tra vụ tai nạn được hoàn tất. Một sĩ quan người Anh sau đó nói rằng hệ thống đã xác định chính xác mục tiêu, là một cơ sở của Taliban. Báo cáo nói rằng cái chết của những dân thường là do Taliban đã sử dụng họ để làm lá chắn người; tức là ISAF không hề biết đến sự tồn tại của những người dân ở vị trí đó. Ngày 21 tháng 10 năm 2010, một báo cáo trên tờ The New York Times chỉ ra rằng các hệ thống M142 được sử dụng bởi NATO trong xung đột tại Kandahar nhắm vào nơi ẩn náu của các chỉ huy Taliban, buộc họ phải trốn sang Pakistan, có thể chỉ là tạm thời.
Tháng 11 năm 2015, quân đội Hoa Kỳ nói rằng hệ thống M142 đã được triển khai đến Iraq, phóng ít nhất 400 rocket vào các mục tiêu của Nhà nước Hồi giáo Iraq và Levant từ mùa hè cùng năm. Các hệ thống M142 được tháo rời đã được chuyển đến Sân bay Al Asad và Sân bay Al-Taqaddum tại Khu tự trị Al Anbar. Ngày 4 tháng 3 năm 2016, hệ thống M142 của Quân đội Hoa Kỳ đã lần đầu tiên phóng rocket vào Syria để yểm trợ cho các phiến quân chién đấu với Nhà nước Hồi giáo Iraq và Levant, với các bệ phóng được đặt tại Jordan.

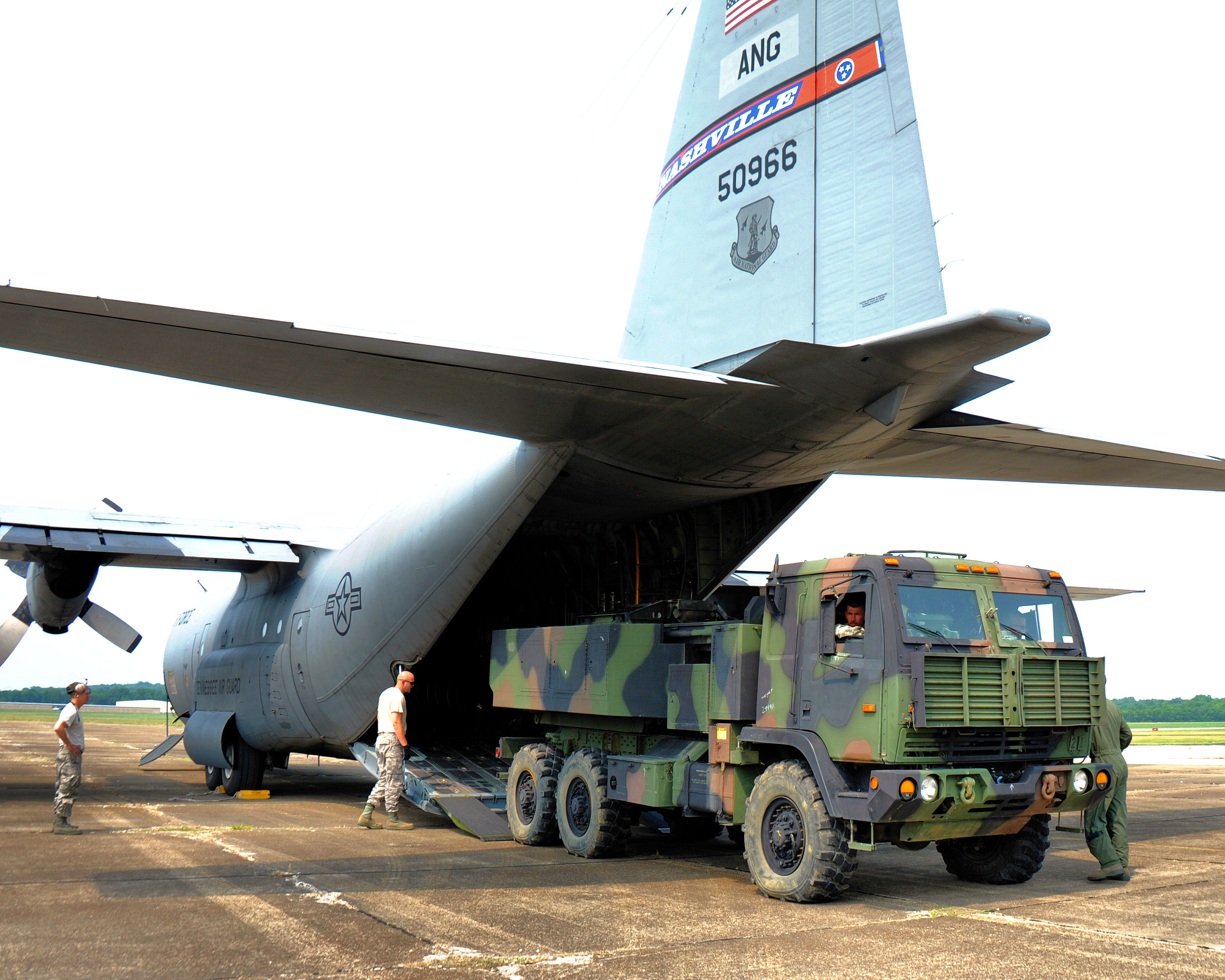
Một hệ thống M142 được không vận bằng máy bay C-130

Tháng 1 năm 2016, Lockheed thông báo rằng hệ thống M142 đã đạt được 1 triệu giờ vận hành chỉ tính riêng trong các lực lượng Hoa Kỳ, giúp hệ thống đạt được tỉ lệ sẵn sàng chiến đấu là 99%.
Ngày 26 tháng 4 năm 2016, có thông tin nói rằng Mĩ sẽ triển khai các hệ thống M142 đến biên giới của Thổ Nhĩ Kỳ sát với Syria như là một phần của cuộc chiến với ISIL. Đầu tháng 9 cùng năm, các hãng truyền thông quốc tế và Bộ Ngoại giao Hoa Kỳ đã thông tin về việc các hệ thống M142 mới được triển khai đã khai hoả vào các mục tiêu của ISIL ở Syria gần biên giới Thổ Nhĩ Kỳ.
Tháng 10 năm 2016, hệ thống M142 đã được triển khai tại Sân bay tây Qayyarah, cách 65 km về phía nam Mosul, và đã tham gia chiến đấu trong Trận Mosul (2016–2017).

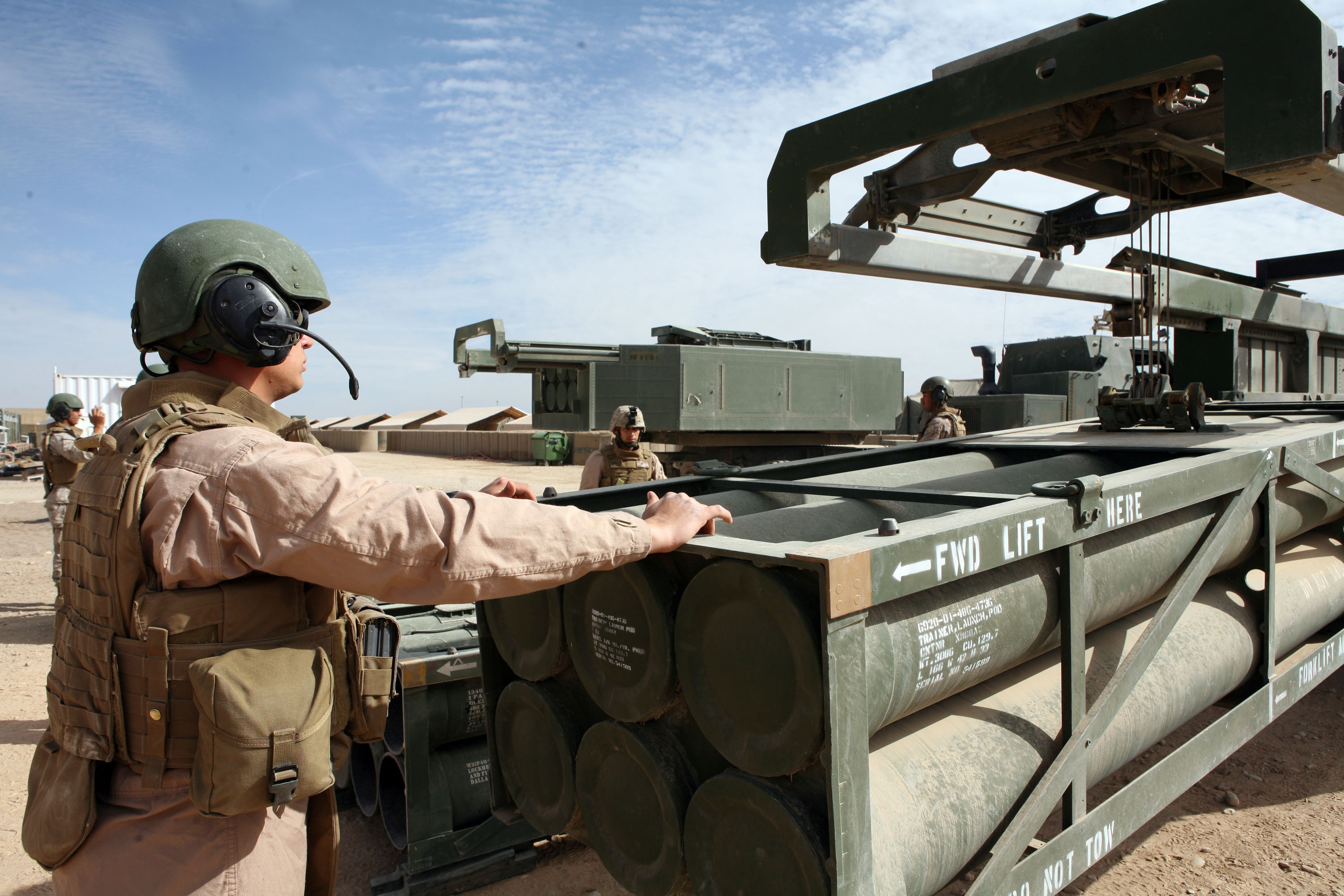
Nạp đạn cho hệ thống M142

Ngày 24 tháng 5 năm 2018, một đợt pháo kích của hệ thống M142 đã giết chết 50 chiến binh Taliban và thủ lĩnh tại Musa Qala, Afghanistan. 3 rocket đã đánh trúng một toà nhà trong khoảng thời gian 14 giây.
Tháng 9 năm 2018, các lực lượng Hoa Kỳ đã hỗ trợ Các lực lượng Dân chủ Syria chiến đấu chống lại các lực lượng ISIS ở đông Syria trong Chiến dịch Deir ez-Zor (2017-2019), đôi lúc tấn công các mục tiêu của ISIS bằng rocket M30 GMLRS. Các hệ thống được sử dụng cho chiến dịch được đặt tại Sân bay Omar, cách 25 km về phía bắc mục tiêu mà ISIS đang kiểm soát.
Ngày 25 tháng 6 năm 2022, Ukraine đã bắt đầu triển khai các hệ thống M142, trong khuôn khổ chiến tranh Nga-Ukraina năm 2022. Trong mấy tháng đầu sử dụng, M142 đạt hiệu quả khá tốt khi đánh trúng một số mục tiêu của quân Nga. Tuy nhiên sau đó quân Nga đã sử dụng các kỹ thuật gây nhiễu GPS khiến M142 mất tác dụng (do đạn M142 cần tín hiệu GPS để điều khiển chính xác).

## Rocket và tên lửa
Hệ thống M142 có thể phóng các loại tên lửa được liệt kê bên dưới đây:

### MLRS
M28 là phiên bản phát triển triển từ rocket M26 của hệ thống M270. Một bệ phóng sẽ bao gồm 6 rocket đơn lẻ.
- Rocket huấn luyện M28: Phiên bản trang bị 3 container ổn định và 3 container chứa đạn khói hiệu để thay thế cho đầu đạn thông thường.
- Rocket huấn luyện hạ tầm M28A1 (RRPR): Mũi rocket được làm cùn đi. Tầm bắn hạ xuống 9 km.
- Rocket huấn luyện hạ tầm M28A1 (LCRRPR): Mũi rocket được làm cùn đi. Tầm bắn hạ xuống 9 km.

### GMLRS
Là rocket tăng tầm và sử dụng hệ thống dẫn đường GPS kết hợp với dẫn đường quán tính. Nó được giới thiệu vào năm 2005 cùng với rocket M30 và M31. Tính đến ngày 1 tháng 12 năm 2021, 50.000 rocket GMLRS đã được sản xuất, với hơn 9.000 rocket mới được sản xuất mỗi năm. Mỗi bệ phóng chứa 6 rocket đơn lẻ:
- Rocket M30 mang theo 4 đầu đạn con DPICM M101. Tầm bắn 15–84 km. 3986 rocket đã được sản xuất giữa các năm 2004 và 2009, việc sản xuất dừng lại do chuyển sang mẫu M30A1 mới hơn. Số rocket M30 còn lại đã được hiện đại hoá bằng đầu nổ của phiên bản M30A1 hoặc M31A1.
- Rocket M30A1 sử dụng đàu nổ trên không. Tầm băn 15–84 km. Đầu đạn gồm 182,000 mảnh đạn con bằng Tungsten gây sát thuơng mà chưa tính lượng thuốc nổ có trong đầu đạn. Bắt đầu được sản xuất từ năm 2015.
- Rocket M30A2: Phiên bản cải tiến của rocket M30A1 với hệ thống Insensitive Munition Propulsion System (IMPS) (Tạm dịch: Hệ thống Kích hoạt Đầu đạn Không nhạy cảm). Là phiên bản M30 duy nhất được sản xuất từ năm 2019.
- Rocket M31 sử dụng đầu đạn đơn nổ mạnh. Tầm bắn 15–84 km. Bắt đầu sản xuất từ năm 2005. Đầu đạn được sản xuất bởi General Dynamics chứa 23,13 kg thuốc nổ mạnh PBX-109 đựng trong một vỏ thép phân mảnh sát thuơng.[36]
- Rocket M31A1 - Phiên bản cải tiến của rocket M31.
- Rocket M31A2 - Phiên bản cải tiến của rocket M31 với hệ thống IMPS. Phiên bản M31 duy nhất được sản xuất kể từ năm 2019.
- Rocket ER GMLRS có tầm bắn được nâng lên thành 150 km.[37] Rocket sử dụng một động cơ mới với kích thước lớn hơn, khung thân được tái thiết kế và có thể mang đầu đạn thông thường hoặc nổ trên không[38]. Rocket được phóng thử thành công lần đầu tiên vào tháng 3 năm 2021.[39] Lockheed Martin dự kiến rocket sẽ được bắt đầu sản xuất từ năm 2023, và đang có kế hoạch sản xuất các rocket mới tại nhà máy của tập đoàn tại Camden. Năm 2022, Phần Lan đã trở thành quốc gia đầu tiên ngoài Mĩ đặt mua các rocket ER GMLRS.[40]

### ATACMS
Hệ thống Tên lửa Chiến thuật Lục quân (ATACMS) là một loại tên lửa tên lửa đất đối đất có đường kính 610 mm với tầm bắn vào khoảng 300 km. Mỗi bệ phóng chứa một tên lửa ATACMS. Tính đến năm 2022, chỉ có các phiên bản M48, M57 và M57E1 vẫn còn đang nằm trong kho vũ khi của quân đội Hoa Kỳ.
- Tên lửa M39 (ATACMS BLOCK I) sử dụng hệ thống dẫn đường quán tính. Trang bị 950 đầu đạn thứ cấp chống bộ binh và công sự (APAM) M74. Tầm bắn 25–165 km. 1,650 tên lửa M39 đã được sản xuất giữa các năm 1990 và 1997. Trong Chiến dịch Bão táp Sa mạc và Chiến tranh Iraq, 32 và 379 tên lủa M39 đã được phóng. Số tên lửa M39 còn lại đang được nâng cấp lên thành phiên bản M57E1.[41] M39 là loại tên lửa duy nhất có thể được phóng bởi tất cả các phiên bản của hệ thống M270 và M142.
- Tên lửa M39A1 (ATACMS BLOCK IA) sử dụng hệ thống dẫn đường bằng GPS. Trang bị 300 đầu đạn thứ cấp chống bộ binh và công sự (APAM) M74. Tầm bắn 20–300 km. 610 tên lửa đã được sản xuất giữa các năm 1997 và 2003. Trong Chiến tranh Iraq, 74 tên lửa M39A1 đã được phóng vào các mục tiêu của Iraq. Số tên lửa M39A1 còn lại đang được nâng cấp lên phiên bản M57E1.[41] Tên lửa M39A1 chỉ có thể được sử dụng trên hệ thống M270A1 (hoặc các phiên bản tuơng đuơng) và M142.
- Tên lửa M48 (Tên lửa chiến thuật đơn phản ứng nhanh dành cho lục quân) (QRU) sử dụng hệ thống dẫn đường bằng GPS. Trang bị đầu đạn xuyên phá WDU-18/B nặng 226.8 kg sử dụng trên tên lửa chống hạm Harpoon. Tầm bắn 70–300 km. 176 tên lủa M48 đã được sản xuất giữa các năm 2001 và 2004, việc sản xuất dừng lại do phiên bản M57 mới hơn. Trong Chiến tranh Iraq và Chiến dịch Tự do Bền vững, 16 và 42 tên lửa M48 đã được phóng. Số tên lửa M48 còn lại đang nằm trong kho vũ khí của Lục quân Hoa Kỳ và Thủy quân lục chiến Hoa Kỳ.
- Tên lủa M57 (ATACMS TACMS 2000) - tuơng tự tên lửa M48. 513 M57 đã được sản xuất giữa các năm 2004 và 2013.
- Tên lủa M57E1 (ATACMS sửa đổi) (MOD) sử dụng hệ thống dẫn đường bằng GPS. Tên lửa M57E1 sử dụng động cơ phát triển từ tên lửa M39 và M39A1, phần mềm định vị và dẫn đường được nâng cấp, và sử dụng đầu đạn WDU-18/B thay cho các đầu đạn thứ cấp M74. Tên lửa M57E1 ATACMS MOD cũng trang bị một ngòi nổ cận đích để có thể kích nổ đầu đạn trên không. Việc sản xuất loại tên lửa này bắt đầu vào năm 2017 với đơn đặt hàng nâng cấp 220 tên lửa thành phiên bản M57E1. Chương trình này dự kiến sẽ kết thúc vào năm 2024 với sự ra đời của tên lửa tấn công chính xác (PrSM), là tên lửa sẽ thay thế cho các tên lủa ATTACMS trong kho vũ khí của Hoa Kỳ.

### PrSM

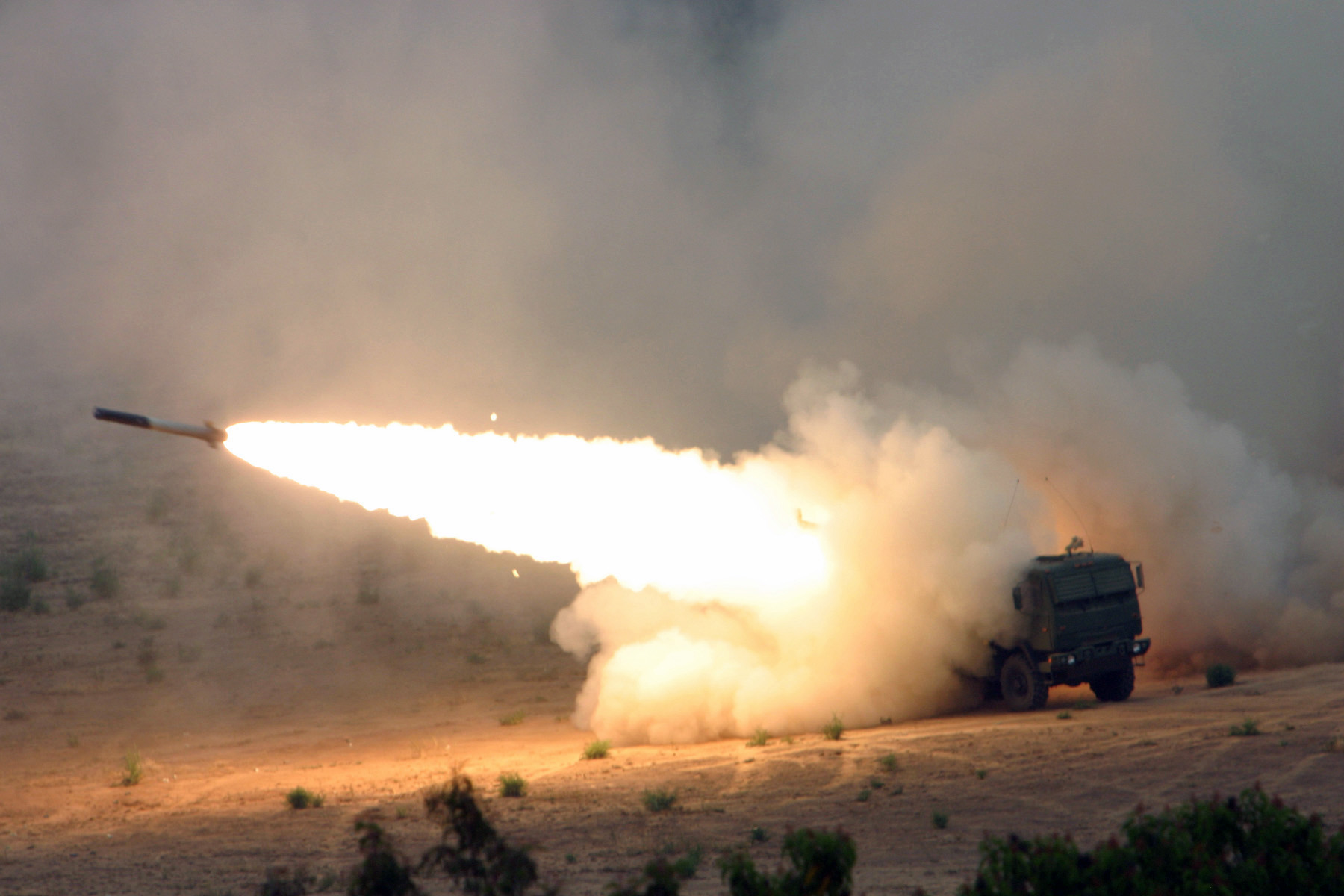
Hệ thống M142 khai hỏa Rocket huấn luyện hạ tầm M28

Tên lửa Tấn công Chính xác (PrSM) là một loại tên lửa dãn đường GPS thế hệ mới, mà sẽ thay thế cho các tên lủa ATACMS từ năm 2024. PrSM mang một đầu đạn mới với tầm bắn 60–499 km. Tên lửa PrSM có thể được phóng từ hệ thống M270A2 và M142, mỗi bệ phóng sẽ chứa 2 tên lủa PrSM. Tính đến năm 2022 PrSM đang được sản xuất với tốc độ thấp với khoảng 110 tên lửa được chuyển giao mỗi năm. Dự kiên tên lửa này sẽ được đưa vào biên chế từ năm 2023.

## Thông số kĩ thuật
| Kíp chiến đấu                 | 3: Pháo thủ, Lái xe, và Trưởng xe                                                        |
| Trọng lượng:                  | 16,200 kg                                                                                |
| Chiều dài:                    | 7 m                                                                                      |
| Chiều rộng:                   | 2.4 m                                                                                    |
| Chiều cao:                    | 3.2 m                                                                                    |
| Tâm hoạt động:                | 480 km                                                                                   |
| Tốc độ trên đường bằng phẳng: | 85 km/h                                                                                  |
| Vũ khí chính:                 | 1 bệ phóng với 6 rocket series M30/M31 GMLRS, hoặc 2 tên lửa PrSM, hoặc 1 tên lửa ATACMS |

## Dự án liên quan
Chi nhánh của Lockheed Martin tại Anh và INSYS đã có một chuơng trình phát triển chung về một mẫu pháo phản lực tuơng tự như M142 cho Lục quân Anh có tên là "Hệ thống vũ khí/tên lửa pháo binh cơ động hạng nhẹ" (LIMAWS(R)). Hệ thống bao gồm một bệ phóng rocket đa nòng, gắn trên khung gầm xe Supacat SPV600. Chuơng trình này đã bị hủy bỏ vào tháng 9 năm 2007.

## Quốc gia vận hành

Các quốc gia vận hành hệ thống M142

### Các quốc gia đang vận hành
Hoa Kỳ
Lục quân Hoa Kỳ
- Thường trực
  - Lữ đoàn pháo dã chiến 17 (17th FAB)
    - Tiểu đoàn 5, Trung đoàn pháo dã chiến 3 (5-3rd FAR)
    - Tiểu đoàn 1, Trung đoàn pháo dã chiến 94 (1-94th FAR)

  - Lữ đoàn pháo dã chiến 18 (18th FAB)
    - Tiểu đoàn 3, Trung đoàn pháo dã chiến 27 (3-27th FAR)
    - Tiểu đoàn 3,  Trung đoàn pháo dã chiến 321 (3-321st FAR)

  - Lữ đoàn pháo dã chiến 75 (75th FAB)[44]
    - Tiểu đoàn 1, Trung đoàn pháo dã chiến 14
- Vệ binh quốc gia lục quân (ARNG)
  - Lữ đoàn pháo dã chiến 45 (Vệ binh quốc gia lục quân Oklahoma)
    - Tiểu đoàn 1, Trung đoàn pháo dã chiến 158 (Vệ binh quốc gia lục quân Oklahoma)
    - Tiểu đoàn 4, Trung đoàn pháo dã chiến 13 (Vệ binh quốc gia lục quân Texas)

  - Lữ đoàn pháo dã chiến 65 (Vệ binh quốc gia lục quân Utah)
    - Trung đoàn pháo dã chiến 113 (Vệ binh quốc gia lục quân North Carolina)

  - Lữ đoàn pháo dã chiến 115 (Vệ binh quốc gia lục quân Wyoming)
    - Tiểu đoàn 1, Trung đoàn pháo dã chiến 121(Vệ binh quốc gia lục quân Wisconsin)
    - Tiểu đoàn 2, Trung đoàn pháo dã chiến 300 (Vệ binh quốc gia lục quân Wyoming)

  - Lữ đoàn pháo dã chiến 130 (Vệ binh quốc gia Kansas)
    - Tiểu đoàn 2, Trung đoàn pháo dã chiến130 (Vệ binh quốc gia lục quân Kansas)

  - Lữ đoàn pháo dã chiến 138 (Vệ binh quốc gia lục quân Kentucky)
    - Tiểu đoàn 3, Trung đoàn pháo dã chiến 116 (Vệ binh quốc gia lục quân Florida)
    - Tiểu đoàn 1,Trung đoàn pháo dã chiến 623 (Vệ binh quốc gia lục quân Kentucky)

  - Lữ đoàn pháo dã chiến 142 (Vệ binh quốc gia lục quân Arkansas)
    - Tiểu đoàn 1, Trung đoàn pháo dã chién 181 (Vệ binh quốc gia Tennessee)

  - Lữ đoàn pháo dã chiến 169 (Vệ binh quốc gia lục quân Colorado)
    - Tiểu đoàn 3, Trung đoàn pháo dã chiến 157 (Vệ binh quốc gia lục quân Colorado)

  - Lữ đoàn pháo dã chiến 197 (Vệ binh quốc gia lục quân New Hampshire)
    - Tiểu đoàn 3, Trung đoàn pháo dã chién 197 (Vệ binh quôc gia lục quân New Hampshire)
    - Tiểu đoàn 1, Trung đoàn pháo dã chiến 182 (Vệ binh quốc gia lục quân Michigan)
- Thủy quân lục chiến Hoa Kỳ
  - Tiểu đoàn 1, Trung đoàn thủy quân lục chiến 10
  - Tiểu đoàn 2, Trung đoàn thủy quân lục chiến 10
  - Tiểu đoàn 5, Trung đoàn thủy quân lục chiến 11
  - Tiểu đoàn 3, Trung đoàn thủy quân lục chiến 12
  - Tiểu đoàn 2, Trung đoàn thủy quân lục chiến 14

 România
- Lục quân Romania (54)[45]
  - Lũ đoàn tên lửa chiến thuật 8 vận hành biến thể có tầm bắn 310 km[46]

 Singapore
- Lục quân Singapore (24)
  - Tiểu đoàn 23, Pháo binh Singapore (23 SA)[47]

 UAE
- Lục quân Các Tiểu vương quốc Ả Rập Thống nhất (20)

 Jordan
- Lục quân Hoàng gia Jordan (12)
  - Tiểu đoàn HIMARS 29, Bộ tư lệnh pháo binh Hoàng gia Jordan

 Ukraina
- Lực lựong mặt đất Ukraine

Ngày 31 tháng 5 năm 2022, Nhà Trắng thông báo rằng Hoa Kỳ sẽ gửi các xe phóng M142 cho Ukraine cùng vởi rocket M31 GMLR. Ngày 1 tháng 6 năm 2022, đã có 4 đơn vị được gửi đi để huấn luyện cách sử dụng các hệ thống. Colin Kahl, thư kí về chính sách của Bộ quốc phòng Hoa Kỳ nói rằng Hoa Kỳ sẽ có thể gửi thêm các hệ thống này trong tình hình chiến sự đang leo thang. Ngày 23 tháng 6 năm 2022, hệ thống HIMARS đầu tiên đã đến Ukraine theo  Bộ trưởng bộ quốc phòng Ukraine Oleksii Reznikov. Ngày 25 tháng 6 năm 2022, Ukraine đã bắt đầu triển khai các hệ thống theo tướng quân Valeriy Zaluzhnyi: "Các binh sĩ pháo binh của Lực lượng vũ trang Ukraine đã có những phát bắn chính xác vào các mục tiêu quân sự vào kẻ thù nằm trên lãnh thổ của chúng tôi, những người Ukraine".

### Ba Lan
- Lục quân Ba Lan

Chuơng trình phát triển hệ thống phóng rocket đa nòng mới giữa Huta Stalowa Wola, ZM Mesko và Lockheed Martin có tên là WR-300 "Homar", các hệ thống này sử dụng khung gầm xe tải Jelcz 663 6×6. Tháng 10 năm 2018, Ba Lan đã đặt mua các xe phóng rocket từ Mĩ sau khi Bộ quốc phòng nước này đã thông qua việc việc mua 56 xe phóng vào tháng 11 năm 2017. Ngày 29 tháng 11 năm 2018, Mĩ đã chấp nhận việc bán các xe phóng cho Ba Lan. Ba Lan sẽ nhận ít nhất 20 xe M142. Ngày 26 tháng 5 năm 2022, Bộ quốc phòng Ba Lan nói rằng họ sẽ cân nhắc về việc mua thêm 500 xe phóng M142 nữa.
 Úc
- Lục quân Úc

Lầu Năm Góc đã có báo cáo về việc Úc đặt mua 20 xe phóng M142, với hợp đồng đã được chấp thuận bởi Bộ ngoại giao Hoa Kỳ vào ngày 26 tháng 5 năm 2022.
 Đài Loan
Ngày 21 tháng 10 năm 2020, nội các của tổng thống Donald Trump đã phê chuẩn hợp đồng bán 11 xe phóng M142 cho Đài Loan.

### Các quốc gia tiềm năng
Canada
Bộ quốc phòng Canada đã cân nhắc về việc mua các hệ thống M142. Cựu sĩ quan lục quân Canada, trung tướng Andrew Leslie, nói rằng kế hoạch mua các hệ thống là một thứ gì đó mà "sẽ được xem xét trong tương lai".
 Hungary
Tháng 2 năm 2022, đã có thông tin rằng Hungary đang cân nhắc về việc mua các hệ thống M142. Tại thời điểm thông tin này được đưa ra đã không có số liệu chính xác về số hệ thống sẽ được đặt mua.
 Hà Lan
 Qatar
 Philippines
 Thụy Điển